# Beatrice Covassi
Beatrice Covassi (Firenze, 1º dicembre 1968) è una diplomatica e politica italiana.

## Biografia
Nata il 1º dicembre 1968 a Firenze, Covassi si è laureata con lode in scienze politiche all'istituto Cesare Alfieri dell'Università degli Studi di Firenze con una tesi sul diritto amministrativo comparato e dell’Unione europea; ha poi conseguito diplomi post-universitari presso il Collegio d'Europa di Bruges (promozione Tocqueville) e presso l’Accademia di diritto pubblico europeo (Grecia).
Dal 2010 al 2014, ha ricoperto la carica di Primo Consigliere d'ambasciata presso la Delegazione dell’UE a Washington, negli Stati Uniti, come responsabile del portafoglio economia digitale e cybersicurezza transatlantica.
Da diplomatica ha ricoperto, fra l'altro,anche  il ruolo di capo della Rappresentanza in Italia della Commissione europea. Ha poi lavorato come diplomatica dell'Unione europea presso la Delegazione UE a Londra, nel Regno Unito, creata dopo la Brexit.

### Attività politica

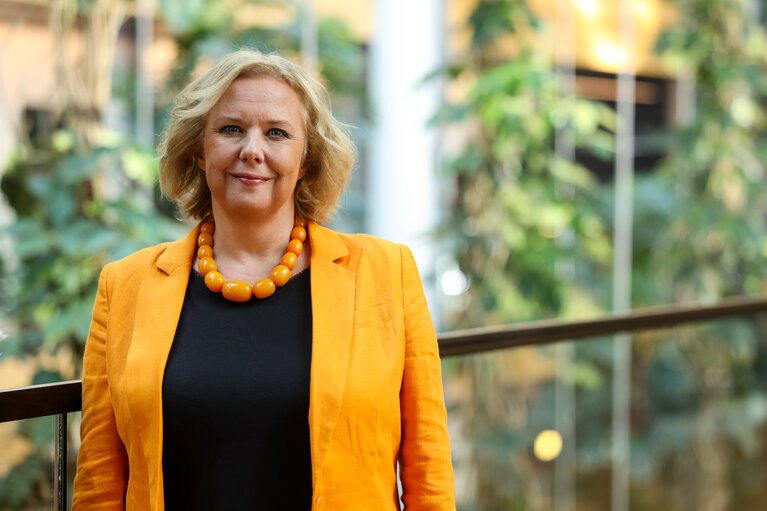
Beatrice Covassi

Alle elezioni europee del 2019, Covassi è stata candidata per DemoS nella lista del Partito Democratico per la circoscrizione Centro; ha quindi ottenuto 23.613 preferenze, risultando la seconda dei non eletti.
È poi subentrata ufficialmente al Parlamento Europeo al posto di Simona Bonafè, dimessasi per incompatibilità con il ruolo di deputata, e in seguito alla rinuncia al seggio di Alessandra Nardini (in quanto assessora regionale in Toscana), che la precedeva nella lista dei non eletti.
Al Parlamento Europeo è membro titolare delle Commissioni ITRE - Industria, Ricerca ed energia - e CONT - Controllo dei bilanci. Membro sostituto della Commissione ENVI, Ambiente, Sanitá pubblica e Sicurezza Alimentare. È membro della Delegazione all'Assemblea Parlamentare di partenariato UE-Regno Unito, della Delegazione per le relazioni con la Repubblica popolare cinese e della Delegazione per le relazioni con il Parlamento Panafricano.
È co-Presidente dell'Intergruppo Parlamentare per gli investimenti sostenibili di lungo termine e la competitività dell'industria europea.
Nel maggio del 2024, in occasione delle elezioni europee, viene ricandidata in quota DemoS nella lista del Partito Democratico per la circoscrizione centrale. Con oltre 23.700 preferenze arriva nona non risultando rieletta.